# Виганова, Драгомира
Драгомира Виганова (чеш. Drahomíra Vihanová; 31 июля 1930 года, Моравски-Крумлов — 10 декабря 2017 года, Страшнице, Прага) — чешская кинематографистка, сценаристка, режиссёр и монтажёр художественного и документального кино и телевидения. Номинантка и лауреат ряда кинематографических наград, включая два приза Краковского кинофестиваля и высшую национальную кинопремию «Чешский лев» за многолетний вклад в чешское кино.

## Образование и карьера
Родилась в городке Моравски-Крумлов в моравском районе Зноймо (ныне в Южноморавском крае Чехии).
Получила высшее образование параллельно по классам музыковедения и эстетики на философском факультете Университета им. Яна Эвангелисты Пуркине в Брно и по классу фортепиано в Консерватории Брно (закончив их соответственно в 1954 и 1955 годах). Неудачно попыталась поступить на курс Франтишека Раух на факультете кино и телевидения пражской Академии музыкальных искусств (FAMU).
Работала в качестве сценаристки и помощницы режиссёра века в музыкальных программах чехословацкого телевидения.
Сумев поступить на FAMU в начале 1960-х, к 1965 году освоила там дополнительные специальности режиссёра игрового кино и монтажёра. Сняла в качестве дипломной работы короткометражный фильм «Фуга для чёрных клавиш» (Fuga na cerných klávesách) о чувствах африканского студента Музыкальной академии, испытывающего одиночество на чужбине, узнающего за полдня до выпускного концерта о гибели всей своей семьи и выражающего свою душу через музыку Баха.
Исполняла обязанности помощника режиссёра на съёмках картин «Романс для корнета» (Romance pro křídlovku, 1967) и Тринадцатая комната (Třináctá komnata, 1969) Отакара Вавры.
Совершила собственный режиссёрский дебют в полнометражном игровом кино в 1969 году фильмом «Загубленное воскресенье», однако лента была «положена на полку» и была впервые показана широкой аудитории через двадцать лет на Международном кинофестивале в Карловых Варах. Лишённая возможности снимать художественные фильмы, Драгомира Виганова в течение 20 лет работала на студии Чехословацкого телевидения в Остраве, с середины 1970-х снимая документальные фильмы и вновь вернувшись к игровому кино после «бархатной революции» и сняв несколько картин, удостоенных ряда кинопремий.
Помимо работы на телевидении, Виганова с 1982 года преподавала в FAMU в качестве экстраординарного преподавателя для иностранных студентов, позднее — доцентом и профессором кафедры киномонтажа.
Умерла в воскресенье 10 декабря 2017 года. Публичное прощание с кинематографисткой состоялось 15 декабря 2017 года в Малом зале крематория пражского района Страшнице.

## Фильмография
(по умолчанию — в качестве режиссёра и автора либо соавтора сценария, другие функции указаны в скобках)

### Художественные фильмы
- 1965 — Фуга для чёрных клавиш / Fuga na cerných klávesác (короткометражный; также монтажёр фильма)
- 1967 — Романс для корнета / Romance pro křídlovku (ассистент режиссёра)
- 1969 — Тринадцатая комната / Třináctá komnata (ассистент режиссёра)
- 1969 — Загубленное воскресенье / Zabitá neděle
- 1994 — Крепость / Pevnost (также монтажёр фильма)
- 2000 — Паломничество студентов Петра и Якуба / Zpráva o putování studentů Petra a Jakuba

### Документальные фильмы
- 1965 — Спать или бегать? / Spát či běhat?
- 1967 — Телевизоры I / Televizory I
- 1970 — На дороге вы не одиноки / Na silnici nejsi sám
- 1975 — Женщины социалистической Чехословакии / Ženy socialistického Československa
- 1977 — Две недели с хорошими ребятами / Dva týdny se správnými chlapy
- 1977 — Последний в роду / Poslední z rodu
- 1978 — Далешицкая сюита / Dalešická suita
- 1978 — Жизнь с лучом света / Život s paprskem světla
- 1978 — Жизнь, как красивая поле / Život jako krásné pole
- 1979 — У нас в Швабенице[чеш.] / U nás ve Švábenicích
- 1979 — Под знаменем орла / Ve znamení orla
- 1979 — Поиски / Hledání
- 1980 — Считаные дни / Počítané dny
- 1981 — День главного инженера / Den hlavního inženýra
- 1982 — Сад, полный пелёнок / Zahrada plná plenek
- 1983 — Разговоры / Rozhovory (также монтажёр)
- 1984 — Вопросы двум женщинам / Otázky pro dvě ženy (также монтажёр)
- 1985 — Одержимость / Posedlost
- 1986 — Вариации на тему «в поисках формы» / Variace na téma «hledání tvaru»
- 1987 — Дукованы — бурлящий котёл / Dukovany — vroucí kotel
- 1988 — Radotín Sound aneb Zpověď jednoho hráče
- 1989 — За окном… / Za oknem…
- 1989 — Анси 1989 / Annecy 1989
- 1989 — Один день в Анси / Jeden den v Annecy
- 1990 — Изменения подруги Эвы / Proměny přítelkyně Evy
- 1990 — Рафаэль Кубелик, 9 июня 1990 года / Rafael Kubelík 9. 6. 1990
- 1992 — Каждый день пред лицем Твоим / Denně předstupuji před Tvou tvář (также монтажёр)
- 1992 — Портрет в конъюнктуре, или Три жизни Власты Храмостовой[чеш.] / Konjunkturální portrét aneb Tři životy Vlasty Chramostové

## Номинации и награды
Фильмы Драгомира Вигановой были отмечены почётными дипломами и премиями множества кинофестивалей, в том числе:
- 1983 — «Сад, полный пелёнок» (Zahrada plná plenek) — «Серебряный дракон» международной программы Краковского кинофестиваля[4]
- 1985 — «Вопросы двум женщинам» (Otázky pro dve zeny) — «Золотой дракон» международной программы Краковского кинофестиваля[5]
- 1994 — «Крепость»[чеш.] (Pevnost) — Номинация на «Чешского льва» за лучший монтаж (помимо 5 других частных номинаций фильма, также с режиссурой Вигановой)[6]
- 2000 — «Паломничество студентов Петра и Якова» (Zpráva o putování studentů Petra a Jakuba) — номинация на «Хрустальный глобус» Кинофестиваля в Карловых Варах[7]
- 2001 — «Паломничество студентов Петра и Якова» — Приз молодёжного жюри Фестиваль чешских фильмов в Пльзене[8]
- 2001 — «Паломничество студентов Петра и Якова» — Приз молодёжного жюри Женевского международного фестиваля для всех экранов[англ.][8][9]
- 2001 — «Паломничество студентов Петра и Якова» — «Серебряный Реми» в категории «лучший иностранный художественный фильм» Международного независимого фестиваля в Хьюстоне WorldFest[тур.][8][10]

В 2014 году Виганова была удостоена высшей кинематографической награды Чехии - «Чешского льва» за многолетний вклад в чешское кино

## Дополнительные источники
- Драгомира Виганова (англ.) на сайте Internet Movie Database
- Драгомира Виганова Архивная копия от 29 марта 2016 на Wayback Machine (чешск.) на проекте Zlata Sedesata («Золотые шестидесятые»).